# Mizuho Sakaguchi
Pour les articles homonymes, voir Sakaguchi.
Mizuho Sakaguchi (阪口 夢穂, Sakaguchi Mizuho) est une footballeuse internationale japonaise née le 15 octobre 1987 à Sakai.  Elle évolue au poste de milieu défensif et compte 96 sélections en équipe nationale du Japon.

## Biographie

### Carrière en club
Sakaguchi a joué une saison avec le FC Indiana dans la W-League nord-américaine. Puis elle retourne au Japon pour jouer 2 saisons avec Albirex Niigata Ladies. Depuis 2012, elle évolue avec NTV Beleza.

## Palmarès

### en sélection
- Vainqueur de la Coupe du monde de football féminin 2011
- Médaille d'argent aux Jeux olympiques d'été de 2012

### en club
- USL W-League Central Conference Champions 2009
- USL W-League Midwest Division Champions 2009